# Interstate 79
De Interstate 79 (afgekort I-79) is een Interstate Highway in de Verenigde Staten. De snelweg loopt door slechts 2 staten, van Charleston tot aan Erie. Onderweg doet men de grote stad Pittsburgh aan. De snelweg is 552 kilometer lang.

## Traject

### Interstate 79 inWest Virginia
Men begint in het centrale deel van West Virginia, in Charleston, aan het knooppunt met de Interstate 77. Vanuit hier loopt de snelweg naar het dunbevolkte noordoosten van de staat. Bij Morgantown kruist men de Interstate 68. De route in West Virginia is 258 kilometer lang.

### Interstate 79 inPennsylvania
Bij Mount Morris komt men Pennsylvania binnen. Ter hoogte van Washington, niet te verwarren met de Amerikaanse hoofdstad, kruist men de Interstate 70. Hierna komt men in de agglomeratie Pittsburgh, alhoewel de I-79 voornamelijk door de westkant ervan loopt. Aan de noordkant hiervan kruist men de Interstate 76. Wat verderop, bij Grove City kruist men de Interstate 80. De snelweg eindigt in Erie, waar men de Interstate 90 kruist. De route in Pennsylvania is 294 kilometer lang.
2 · 4 · 5 · 8 · 10 · 12 · 15 · 16 · 17 · 19 · 20 · 22 · 24 · 25 · 26 · 27 · 29 · 30 · 35 · 37 · 39 · 40 · 43 · 44 · 45 · 49 · 55 · 57 · 59 · 64 · 65 · 66 · 68 · 69 · 70 · 71 · 72 · 73 · 74 · 75 · 76 (west) · 76 (oost) · 77 · 78 · 79 · 80 · 81 · 82 · 83 · 84 (west) · 84 (oost) · 85 · 86 (west) · 86 (oost) · 87 · 88 (west) · 88 (oost) · 89 · 90 · 91 · 93 · 94 · 95 · 96 · 97 · 99 · 165 · 238 · 265 · 277 · 278 · 287 · 355 · 390 · 465 · 485 · 565 · 684 · 787 · 790 · 865

Hawaii:
H-1 · H-2 · H-3  
Alaska:
A-1 · A-2 · A-3 · A-4  
Puerto Rico:
PR-1 · PR-2 · PR-3